# 2520

2520(이천오백이십)은 2519보다 크고 2521보다 작은 자연수다.

## 수학
- 합성수로, 그 약수는 총 48개다.[a]
  - 약수가 48개인 가장 작은 자연수다.
  - 2520의 진약수의 합은 6840이므로, 2520은 과잉수다.
- 10 이하의 모든 자연수의 최소 공배수다.
- 18번째 고도 합성수다. 앞의 고도 합성수는 1680, 다음은 5040이다.
- {\displaystyle 2520=36\times 70=6\times 15\times 28}
  - 연속하는 두 십삼각수(36, 70)의 곱으로 나타낼 수 있으며, 이 성질을 지닌 앞의 수는 468, 다음 수는 8050이다.
  - 연속하는 세 육각수(6, 15, 28)의 곱으로 나타낼 수 있으며, 이 성질을 지닌 앞의 수는 90, 다음 수는 18900이다.
- {\displaystyle 2520=3\times 4\times 5\times 6\times 7}

- 연속하는 자연수 5개의 곱으로 나타낼 수 있으며, 이 성질을 지닌 앞의 수는 720, 다음 수는 6720이다.
- 7의 계승의 절반이다.

({\displaystyle 2520={\frac {1}{2}}\times 7!})
- 십육각형의 모든 내각의 합은 2520°다.

## 과학·기술
- NGC 2520/2527(영어판): 고물자리 방향에 있는 산개 성단.
- 2520 노보로시즈스크: 소행성.
- 노키아 루미아 2520: 노키아의 태블릿 컴퓨터.

## 작품
- 《야마토 2520(일본어판, 영어판)》: 우주전함 야마토 시리즈의 속편으로 제작된 오리지널 비디오 애니메이션.

## 기타
- 연도: 2520년, 기원전 2520년

## 같이 보기
- 2000
- 5040